# Bataille de Uedahara
La bataille de Uedahara, livrée le 14 février 1548, a été la première défaite subie par Shingen Takeda ainsi que la première bataille sur le sol japonais où des armes à feu ont été utilisées.

## Histoire
Shingen Takeda a opéré sa jonction avec ses forces qui ont pris le château de Shika et conduit 7 000 hommes en direction du nord pour faire face à la menace constituée par Murakami Yoshikiyo, un vassal du clan Uesugi. L'avant-garde de Takeda, dirigée par Nobutaka Itagaki, charge de plein fouet l'avant-garde de Murakami mais cette attaque échoue et Itagaki est tué. Murakami emploie 50 ashigaru armés d'arquebuses chinoises qui servent de soutien aux archers. En tout, 700 hommes de Takeda sont tués, dont deux autres de ses généraux, Torayasu Amari et Den'emon Hajikano. Shingen Takeda lui-même est blessé par un coup de lance au flanc.

## Source de la traduction
- (en) Cet article est partiellement ou en totalité issu de l’article de Wikipédia en anglais intitulé « Battle of Uedahara » (voir la liste des auteurs).